# Cerro Bravo (Portuguesa)
El Cerro Bravo y su ladera sur, el Cerro La Silleta (1.291 m s. n. m.), son parte de una formación de montaña ubicada en una exclusiva región natural al noroeste de Portuguesa, a poca distancia del límite con Trujillo, en el occidente de Venezuela. A una altitud promedio entre 1.656 m s. n. m. y 1.652 m s. n. m. el Cerro Bravo es una de las montañas más altas en Portuguesa.

## Ubicación
El Cerro Bravo está ubicado en el corazón de una fila montañosa al oeste del Municipio Sucre en el extremo norte del parque nacional Guaramacal y al este del parque nacional Dinira. Por el este se continúa con el Cerro La Silleta y el Cerro Santo Cristo hasta la comunidad de Bucaral sobre la carretera Nacional Boconó-Guanare. El acceso se obtiene por la carretera panamericana al nivel de Bucaral, a poca distancia al sur de Biscucuy. 